# Diplophos pacificus
Diplophos pacificus és una espècie de peix pertanyent a la família dels gonostomàtids.

## Hàbitat
És un peix marí, batipelàgic i d'aigües fondes.

## Distribució geogràfica
Es troba al Pacífic nord.

## Observacions
És inofensiu per als humans.